# 花園 (熊本市)
花園（はなぞの）は、熊本県熊本市西区の地名。花園一丁目から花園七丁目までが設置されている。2011年5月1日現在の人口は11,126人。郵便番号860-0072。

## 地理
熊本市中心部の北西、金峰山の山麓に位置する、山林を背後に控えた閑静な住宅街。東部には熊本製粉熊本工場をはじめとする工場が並ぶ。北で貢町、北東で釜尾町、東で池田・池亀町、南東で上熊本、南で段山本町、南西で島崎、西で河内町岳と接し、町域は広範囲にわたる。

## 交通

### 路面電車
- 熊本市電
  - 本妙寺入口停留場

### 路線バス
- 熊本都市バス
  - B1-2 花園柿原線
桜町バスターミナル - 熊本県立体育館 - 花園市民センター - 柿原公民館

## 教育機関
- 熊本市立花園小学校

## 施設

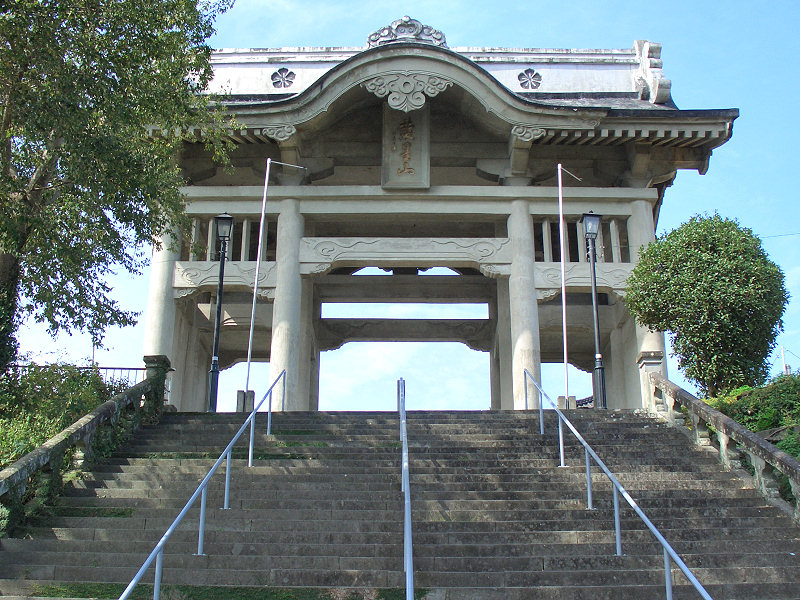
本妙寺山門

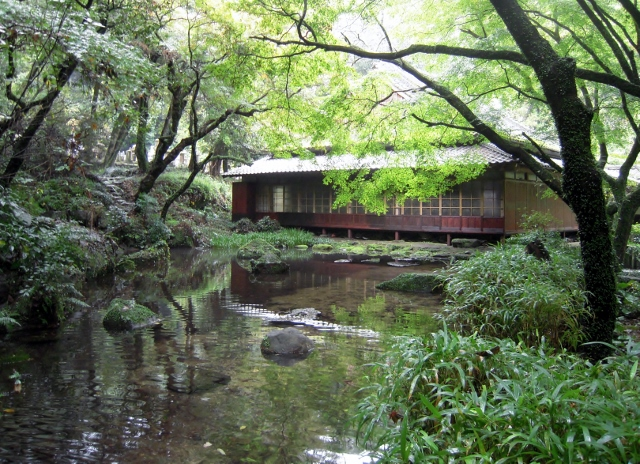
成道寺庭園

- 本妙寺
- 花園市民センター・公民館
- 花園地域コミュニティセンター
- 柿原（かきばる）公民館
- 熊本製粉熊本工場
- 井芹日枝神社
- 観覚寺
- 天満宮
- 天福寺
- 成道寺
- 花園閑久女緑地
- 本妙寺郵便局
- 柿原簡易郵便局
- 熊本市営花園団地
- 熊本市営峠団地
- 熊本市営花園上の原団地
- 山王団地
- つくし保育園
- 大輪会つばき学園
- 熊本市職業訓練センター
- 九州新幹線上熊本高架橋現場事務所
- 花園墓地